# Čremošnianský tunel
Čremošniansky tunel (neoficiálně nazývaný též Harmanecký tunel), ležící na trati Zvolen – Vrútky v úseku Banská Bystrica – Horná Štubňa mezi stanicemi Harmanec jaskyňa a Čremošné, je nejdelším železničním tunelem na Slovensku a byl nejdelším i v síti bývalých ČSD. Délka tunelu činí 4698 metru. Překonává nejvyšší bod horského sedla Malý Šturec mezi Velkou Fatrou a Kremnickými vrchy. Jde o poslední ze série 22 tunelů nacházejících se na této trati.
Tunel byl budován v letech 1936–1940 rakouskou tunelovací metodou. Směrová štola byla dokončena 28. srpna 1938. Při stavbě se jako velký problém ukázala voda – při ražení se objevovaly stále nové výtrysky. I rok po dokončení odtékalo z tunelu přes 0,5 m3/s vody.
Přibližně uprostřed tunelu se nachází mohutná svislá větrací šachta. Původně byla osazena ventilátory, které měly zajistit dostatečnou cirkulaci vzduchu, potřebnou pro provoz parní trakce. Ventilační motory o společném výkonu 130 HP (přibližně 100 kW) ovládá výpravčí ve stanici Čremošné.
V evidenci objektů v síti ŽSR je tento tunel pojmenován jako Čremošnianský 14, km poloha 27,847 a délka 4697. Tunel je jednokolejný a neelektrizovaný.